# Фредгелльсбрун
59°19′36″ пн. ш. 18°00′25″ сх. д. / 59.32675° пн. ш. 18.00694444° сх. д.
Фредгелльсбрун (швед. Fredhällsbron) — міст у центрі Стокгольма, Швеція.  
Сполучає острів Лілла-Ессінген з Фредгеллом, районом на острові Кунгсгольмен, і, утворюючи дистанцію автомагістралі Ессінгеледен, з'єднує розв'язку Лілла-Ессінген з тунелем Фредгелльстуннельн.
Міст веде через Марібергсундет і безпосередньо примикає до південного порталу тунелю Фредгелльстуннельн і продовжується до Лілла-Ессінген.
Назва походить від району Фредгелль
Міст зроблений із попередньо напружених бетонних секцій, які утворюють дві паралельні окремі проїжджі частини, кожна довжиною 270 м і шириною 14,8 м з горизонтальним кліренсом 9 м. 

Урочисте відкриття східної проїжджої частини відбулося одночасно з Ессінгеледеном 21 серпня 1966 року, але все ще з лівостороннім рухом. 
Західну половину мосту ввели в експлуатацію з правостороннім відведенням руху 3 вересня 1967 року.